# Michael Jackson (basket-ball)
Pour les articles homonymes, voir Jackson et Michael Jackson (homonymie).
Michael Derek Jackson, né le 13 juillet 1964, à Fairfax, en Virginie, est un ancien joueur américain de basket-ball. Il évolue durant sa carrière au poste de meneur.

## Palmarès
- Champion NCAA 1984